# آنتوان سحقیان
آنتوان سحقیان (انگلیسی: Antoine Sahaghian؛ زادهٔ ۱۶ دسامبر ۱۹۸۸) بازیکن فوتبال است.